# 副田正義
副田 正義（そえだ まさよし、1906年(明治39年)3月20日 - 2004年（平成16年）1月4日）は日本の牧師。日本バプテスト連盟理事長、大泉バプテスト教会名誉牧師。

## 略歴
佐賀県小城郡に生まれる。八幡バプテスト教会ナオミ・シェル宣教師の導きで1924年(大正14年)受浸、同教会内藤忠雄牧師の勧めで青山学院神学部に入学、35年(昭和10年)卒業。福岡県行橋伝道所で開拓伝道、日米開戦により同伝道所閉鎖とともに、キリスト教書籍販売書店福音書館店長、西南学院中学英語教師を経て、44年(昭和19年)7月、第2総軍第16方面軍第57軍第156師団歩兵第456連隊に召集入隊。入営訓練後、英語教師の前歴から、判任官待遇の通訳官として敗戦を迎える。
戦後は、西南学院高校英語教師を経て福岡県上穂波、愛知県名古屋、東京都大泉各バプテスト教会牧師を歴任、63年(昭和38年)、第6代日本バプテスト連盟理事長就任、79年(昭和54年)引退。
1984年4月～85年4月、エジンバラ大学School of Philosophy, Psychology and Language Sciences留学。

## 主著
- 「聖書の信仰」(ヨルダン社、1989年）
- 「福音の力――副田正義説教集」(ヨルダン社、1994年）

## エピソード
- 少年工として官営八幡製鉄所勤務時代、取締役荒川直三、技監龍野鉄にかわいがられ、経済的支援を受けて門司・豊国中学(現豊国学園高等学校)に進学する。荒川、龍野とは牧師になってからも親しくしていた。
- 豊国中学時代、野球部捕手。当時の捕球ミスにより、左手薬指を脱臼、小指側に30度ねじれていた。西南学院中学教師時代は同中学野球部監督。
- 青山学院神学部時代の指導教授は左近義弼、先輩に東京神学大学名誉教授比屋根安定、友人に日本基督教団総会議長鈴木正久、同名古屋中央教会牧師田島正人らがいる。同大学神学部時代、渋谷の屋台で食事していると薄汚れた秋田犬が寄ってきた。食べ残しを与えると尻尾を振って食べていたという。のちにこの秋田犬は「忠犬ハチ公」として世に知られる。
- 1926年（昭和元年）、左近義弼教授の紹介により内村鑑三主宰の聖書研究会に参加、1927年（昭和2年）には同研究会内のアルベルト・シュヴァイツァー後援会に入会、寄付金を募ってアフリカ・ランバレネの病院に送金したことから、シュヴァイツアー博士と文通が始まり、博士が亡くなる1930年(昭和5年)まで続いた。博士撮影・直筆説明入りのランバレネ病院写真や著書なども送られてきたが、召集入隊翌日、西南学院教師住宅の書斎に、藤井政盛西南学院庶務の息子で、『いざたて戦士よ』の訳詞で知られる藤井泰一郎が突然来訪して、蔵書やシュヴァイツアー博士の手紙や写真などをすべて持ち去った。藤井は、戦後、西南学院学生部長、短期大学学長を歴任している。この強奪に関しては、副田義也の「シュヴァイツアー博士と父」に詳しい。
- 福岡市室見橋にあった西南学院教師住宅に住んでいたころ、若い女性から英会話の個人レッスンを依頼された。なんどかレッスンしたこの女性が長谷川町子で、いきさつは『サザエさんうちあけ話』9話に詳しく描かれている。
- 晩年、法務大臣、衆議院議長を歴任した加藤鐐五郎、丸紅フランス社長副島勲、教文館書店社長鵜飼香吉、文芸評論家佐古純一郎、米ジュニア―タ大教授落合栄一郎などとの交友があった。
- 長男は筑波大学元副学長副田義也名誉教授。